# Isla Asia
Isla Asia es el nombre que recibe una isla alta y escarpada en el Perú ubicada a 95 km al sureste de Lima, en las proximidades de balneario del mismo nombre, en la Provincia de Cañete, uno de las diez que forman el Departamento de Lima en la costa peruana. Tiene 152 ha (equivalentes a 1,52 km²); es de forma redondeada y alcanza aproximadamente una altitud de 123 m s. n. m. En sus cuevas habitan murciélagos, y en sus alrededores se encuentran diversos animales marinos.